# Chrysolina cinctipennis
Chrysolina cinctipennis es un coleóptero de la familia Chrysomelidae.
Fue descrita científicamente en 1874 por Harold.